# David Čapek
David Čapek (sinh 7 tháng 5 năm 1997) là một cầu thủ bóng đá Cộng hòa Séc hiện tại thi đấu cho MFK Ružomberok ở vị trí tiền đạo.

## Sự nghiệp câu lạc bộ

### AC Sparta Praha
Čapek ra mắt chuyên nghiệp cho AC Sparta Praha ngày 10 tháng 4 năm 2016 trước 1. FK Příbram.